# 臺南縣 (日治時期)
臺南縣是臺灣日治初期的一個縣級行政區劃，設立於1895年5月至1901年11月，期間曾短暫改制成臺南民政支部。由於日治初期臺灣的行政區劃經常調整，臺南縣的範圍也時有調整，最初規劃時相當於現在臺灣的嘉義縣、嘉義市、臺南市、高雄市、屏東縣、臺東縣及花蓮縣，1901年臺南廳成立前夕的轄區則相當於嘉義縣、嘉義市、臺南市、高雄市、屏東縣（扣除恆春廳）。

## 沿革

### 臺南縣及臺南民政支部時期
臺南縣是明治廿八年（1895年）5月21日日方發布對臺灣最初的行政規劃之際，係合併清治末期的臺南府及臺東直隸州，但拆出臺南府的澎湖廳而成，下面又有安平、鳳山、恆春、臺東四個支廳。此時轄區範圍涵蓋南臺灣及東臺灣，約當今之嘉義縣、嘉義市、臺南市、高雄市、屏東縣、臺東縣及花蓮縣。但由於日軍當時並無法有效控制臺灣中南部等地，同年8月24日改制為「臺南民政支部」，且嘉義地區改由臺灣民政支部管轄，下面並規劃成立安平、鳳山、恆春與臺東出張所。隨著日軍逐漸南下，臺南府城與最南端的恆春縣城被占領後，臺南民政支部才在11月13日正式於臺南府城成立，廳舍使用清朝時的巡道署（今永福國小），並接收臺灣民政支部的「嘉義出張所」，但安平出張所在12月31日因距離過近及管轄不大等原因而被裁撤。臺南民政支部長是古莊嘉門，於該年（1895年）10月26日到達安平港。
- 臺南民政支部
  - 安平出張所（1895年底裁撤）
  - 鳳山出張所
  - 恆春出張所
  - 臺東出張所

### 臺南縣時期

#### 三縣一廳 (1896年4月)
明治廿九年（1896年）4月1日，臺灣總督府恢復實施民政，將臺灣的行政區改為「三縣一廳」，而臺南民政支部改回臺南縣，底下的出張所則改制為支廳。1896年5月20日，公告各縣廳及支廳管轄區域。在台南縣內的蕃地，則在1896年6月26日公告設立蕃薯藔、恆春、台東撫墾署。
- 臺南縣直轄：管轄清代臺南府安平縣
  - 嘉義支廳：管轄清代嘉義縣
  - 鳳山支廳：管轄清代鳳山縣
  - 恆春支廳：管轄清代恆春縣
  - 臺東支廳：管轄清代臺東州

#### 六縣三廳 (1897年6月)
明治三十年（1897年）6月10日改行「六縣三廳」制，臺南縣只剩下原有的直轄地區（約為今臺南市南半部及高雄市東北部），嘉義支廳變成嘉義縣，鳳山與恆春支廳變成鳳山縣，臺東支廳則變成臺東廳，而在縣廳之下，則設有辨務署。臺南縣下設有臺南、關帝廟、灣裡、大穆降、噍吧哖、蕃薯藔等6處辨務署，在1897年7月20日開始運作。1897年8月18日，廣儲東里從灣裡辨務署改隸大穆降辨務署。
- 臺南辨務署：管轄臺南城內、効忠里、新昌里、永寧里、文賢里、仁和里、永康下里、永康上中里、外武定里
- 關帝廟辨務署：管轄仁德北里、仁德南里、依仁里、崇德西里、永豐里、歸仁南里、長興下里、保西里、歸仁北里、外新豐里、內新豐里、外新豐里
- 灣裡辨務署：管轄廣儲西里、長興上里、新化里西堡、善化里西堡、善化里東堡、內武定里、安定里東堡
- 大穆降辨務署：管轄大穆降里、新化西里、新化東里、新化北里、外新化南里、廣儲東里
- 噍吧哖辨務署：管轄楠梓仙溪西里、內新化南里
- 蕃薯藔辨務署：管轄羅漢內門里、羅漢外門里、崇德東里、楠梓仙溪東里

#### 三縣三廳 (1898年6月)
明治卅一年（1898年）6月28日，六縣三廳整併回「三縣三廳」，嘉義縣（今嘉義縣市部分）與鳳山縣併回臺南縣；原台南縣的辨務署整併為臺南、大穆降、蕃薯藔等3處辨務署，原嘉義縣整併為蔴荳、店仔口、嘉義、打貓、鹽水港、樸仔腳等6處辨務署，原鳳山縣整併為鳳山、阿公店、阿猴、潮州庄、東港、恆春等6處辨務署，此時台南縣共有15處辨務署。1898年7月9日，臺南縣設立各辨務支署。
- 臺南辨務署
  - 安平支署
  - 外宮後街支署
  - 大東門街支署

- 大目降辨務署
  - 關帝廟支署
  - 新市街支署
  - 灣裡支署

- 蕃薯藔辨務署

- 蔴荳辨務署
  - 蕭壠支署
  - 林鳳營支署
  - 藔仔廍支署
- 店仔口辨務署
  - 上茄苳支署

- 嘉義辨務署
  - 水堀頭支署
- 鹽水港辨務署
  - 新營庄支署

- 打貓辨務署
  - 新港支署
  - 大莆林支署
- 樸仔腳辨務署
  - 東石港支署

- 鳳山辨務署
  - 打狗支署
- 阿公店辨務署
  - 大湖支署
- 阿猴辨務署
- 潮州庄辨務署
- 東港辨務署
  - 枋藔支署
- 恆春辨務署

1899年4月8日，嘉義辨務署增設「中埔、梅仔坑支署」，潮州庄辨務署增設「內埔、萬丹支署」，阿猴辨務署增設「阿里港支署」，蕃薯藔辨務署增設「噍吧哖支署」，蔴荳辨務署增設「六甲支署」，並裁撤林鳳營、藔仔廍支署；同年7月20日，店仔口辨務署增設「竹仔門、果毅後支署」，嘉義辨務署增設「竹頭崎街支署」，並裁撤中埔支署；同年11月5日，嘉義辨務署增設「竹頭崎庄支署」。
1900年4月1日，由於辨務署整併，被裁撤的打貓、樸仔腳、店仔口、阿公店、潮州庄辨務署改為支署，原打貓辨務署梅仔坑、新港支署改隸嘉義辨務署，原樸仔腳辨務署東石港支署改隸嘉義辨務署，原店仔口辨務署上茄苳、竹仔門、果毅後支署改隸鹽水港辨務署，原阿公店辨務署大湖支署改隸鳳山支署，原潮州庄辨務署內埔、萬丹支署改隸阿猴辨務署，噍吧哖支署改隸大目降辨務署，此時臺南廳共有10處辨務署；同年7月3日，由於竹崎頭庄地區治安趨穩，但其支署的地理位置不便，因此將竹頭崎庄支署遷至中埔庄，並改為「中埔支署」；同年9月26日，因為大東門街支署的行政中心位在該行政中心西端，導致行政運作不便，因此將支署遷至車路墘庄，並改為「車路墘支署」。
1901年4月5日，裁撤鳳山辨務署大湖支署、嘉義辨務署竹頭崎街支署、鹽水港辨務署竹仔門、果毅後、上茄苳支署，新設蕃薯藔辨務署山杉林支署、鹽水港支辨務署前大埔、北門嶼支署。明治卅四年（1901年）5月10日，恆春辨務署自臺南縣分出為恆春廳，全臺變成「三縣四廳」。1901年7月18日公告的臺南縣行政區劃如下：
- 嘉義辨務署
  - 直轄：管轄嘉義東區、嘉義西區、嘉義南區、嘉義北區、山仔頂區、臺斗坑區、鹿蔴產區、竹頭崎區、部分柴頭港區
  - 水堀頭支署：管轄水堀頭區、部分柴頭港區
  - 中埔支署：管轄番仔路區、中埔區、白芒埔區、後大埔區
  - 梅仔坑支署：管轄梅仔坑區、大坪區
  - 打貓支署：管轄大崎腳區、崙仔頂區、打貓區、雙溪口區、牛稠山區
  - 大莆林支署：管轄內林區、中林區、大莆林區
  - 新港支署：管轄新港區、大潭區、月眉潭區
  - 樸仔腳支署：管轄樸仔腳區、大槺榔區、灣內區、六腳佃區、鴨母藔區、布袋嘴區、港墘區、後潭區、鹿仔草區
  - 東石港支署：管轄鰲鼓區、東石港區
- 鹽水港辨務署
  - 直轄：管轄鹽水港區、舊營區、岸內區、安溪藔區、番仔藔區、海豐厝區、後菁藔區、南勢竹區、頂潭區、頭竹圍區、東後藔區
  - 新營庄支署：管轄新營區、查畝營區、鐵線橋區、部分果毅後區
  - 前大埔支署：管轄果毅後區（山豬陷庄、占山庄、望仔埔庄、烏湖庄、二重溪庄、海豐厝庄）、前大埔區
  - 店仔口支署：管轄番社區、糞箕湖區、店仔口區、番仔區、溪洲區
  - 北門嶼支署：管轄學甲區、中洲區、北門嶼區、頂溪洲區
- 蔴荳辨務署
  - 直轄：管轄蔴荳區、藔仔廍區、崁仔區、子良廟區、茅港尾東區、茅港尾西區、佳里興區
  - 六甲支署：管轄六甲區、官佃區、石仔瀨區、口宵里區、九重橋區
  - 蕭壠支署：管轄漚汪區、青鯤鯓區、蕭壠區、下營區、西港仔區、劉厝區、學甲藔區
- 大目降辨務署
  - 直轄：管轄大目降區、廣儲區、新化里西區、新市區、新化東區、北外新化區、南外新化區
  - 灣裡支署：管轄安定里東區、灣裡區、善化里東區
  - 噍吧哖支署：管轄內噍吧哖區、外噍吧哖區、內新化區
  - 關帝廟支署：管轄內新豐區、關帝廟區、歸仁區、保西區
- 臺南辨務署
  - 直轄：管轄臺南第一區、臺南第二區、臺南第三區、臺南第四區、長興區、永康區
  - 安平支署：管轄臺南第五區、新鯤區的新昌里
  - 外宮後街支署：管轄安平區、新鯤區（新昌里以外地區）、永寧區、外武定區
  - 車路墘支署：管轄仁和區、文依區、崇德區、仁德區
- 鳳山辨務署
  - 直轄：管轄鳳山區、七老爺區、大林蒲區、空地仔區、赤崁區、頂林仔邊區、中芸區、中庄區、井仔腳區、姑婆藔區、斥山區
  - 打狗支署：管轄苓雅藔區、打狗區、港仔墘區、後勁區、左營區、埤仔頭區
  - 阿公店支署：管轄考潭區、楠梓坑區、保舍甲區、援巢中區、五甲尾區、阿嗹區、一甲區、圍仔內區、大湖區、竹仔港區、阿公店區、梓官區、彌陀港區、仕隆區
- 蕃薯藔辨務署
  - 直轄：蕃薯藔區、溪州區、水蛙潭區、四塊厝區、古亭坑區、中埔區、龍肚區、瀰濃區
  - 山杉林支署：管轄溝坪區、山杉林區、阿里關區、荖濃區、月眉區
- 阿猴辨務署
  - 直轄：管轄阿猴區、鹽埔區、老埤區、麟洛區、公館區、社皮區
  - 內埔支署：管轄新東勢區、新北勢區、內埔區、二崙區
  - 萬丹支署：管轄鳳山厝區、新庄仔區、萬丹區
  - 阿里港支署：管轄九塊厝區、阿里港區、土庫區、中坛區、東振區、加蚋埔區
- 東港辨務署
  - 直轄：管轄東港區、七塊厝區、林仔邊區區、茄苳腳區、餉潭區、新園區、仙公廟區、琉球區
  - 潮州庄支署：管轄崁頂區、潮州區、萬巒區、佳佐區
  - 枋藔支署：管轄枋藔區、水底藔區

1901年11月11日，三縣四廳改制為「二十廳」，臺南縣被裁撤，嘉義辨務署改為嘉義廳，鹽水港、蔴荳辨務署合併為鹽水港廳，臺南、大目降辨務署合併為臺南廳，鳳山辨務署改為鳳山廳，蕃薯藔辨務署改為蕃薯藔廳，阿猴、東港辨務署合併為阿猴廳。
| 清治時期   | 清治時期   | 1895年5月 | 1895年5月 | 1896年5月 | 1896年5月 | 1897年6月 | 1898年6月 | 1901年11月 |
| ---------- | ---------- | --------- | --------- | --------- | --------- | --------- | --------- | ---------- |
| 臺灣府     | 雲林縣     | 臺中縣    | 雲林支廳  | 臺中縣    | 雲林支廳  | 嘉義縣    | 臺中縣    | 斗六廳     |
| 臺南府     | 嘉義縣     | 臺南縣    | 嘉義支廳  | 臺南縣    | 嘉義支廳  | 嘉義縣    | 臺南縣    | 嘉義廳     |
| 臺南府     | 嘉義縣     | 臺南縣    | 嘉義支廳  | 臺南縣    | 嘉義支廳  | 嘉義縣    | 臺南縣    | 鹽水港廳   |
| 臺南府     | 安平縣     | 臺南縣    | 直轄      | 臺南縣    | 直轄      | 臺南縣    | 臺南縣    | 臺南廳     |
| 臺南府     | 安平縣     | 臺南縣    | 直轄      | 臺南縣    | 直轄      | 臺南縣    | 臺南縣    | 蕃薯藔廳   |
| 臺南府     | 鳳山縣     | 臺南縣    | 鳳山支廳  | 臺南縣    | 鳳山支廳  | 鳳山縣    | 臺南縣    | 蕃薯藔廳   |
| 臺南府     | 鳳山縣     | 臺南縣    | 鳳山支廳  | 臺南縣    | 鳳山支廳  | 鳳山縣    | 臺南縣    | 鳳山廳     |
| 臺南府     | 鳳山縣     | 臺南縣    | 鳳山支廳  | 臺南縣    | 鳳山支廳  | 鳳山縣    | 臺南縣    | 阿猴廳     |
| 臺南府     | 恆春縣     | 臺南縣    | 恆春支廳  | 臺南縣    | 恆春支廳  | 鳳山縣    | 臺南縣    | 恆春廳     |
| 臺東直隸州 | 臺東直隸州 | 臺南縣    | 臺東支廳  | 臺南縣    | 臺東支廳  | 臺東廳    | 臺東廳    | 臺東廳     |
| 臺南府     | 澎湖廳     | 澎湖島廳  | 澎湖島廳  | 澎湖島廳  | 澎湖島廳  | 澎湖廳    | 澎湖廳    | 澎湖廳     |

## 歷任首長

### 臺南縣知事
| 任次 | 肖像 | 姓名 (生–卒)         | 在任時間     | 在任時間       | 備註 |
| ---- | ---- | -------------------- | ------------ | -------------- | ---- |
| 1    |      | 磯貝靜藏 (1849–1910) | 1896年4月1日 | 1900年3月2日   |      |
| 2    |      | 今井艮一 (？–？)     | 1900年3月2日 | 1901年11月11日 |      |